# Atordoamento

Requisitos legais de atordoamento para abate ritual em todo o mundo:
Atordoamento não é necessário
Atordoamento pós-corte necessário
Atordoamento simultâneo necessário
Atordoamento pré-corte necessário
Ritual de abate proibido
Sem dados

O Atordoamento (ou insensibilização) é o processo de tornar um animal imóvel ou inconsciente, com ou sem matá-lo, no momento ou imediatamente antes de abatê-los para o consumo de carne. Em muitos países é uma etapa obrigatória no abate de animais por razões humanitárias.